# Германско-сьерра-леонские отношения
Германско-сьерра-леонские отношения — двусторонние дипломатические отношения между Германией и Сьерра-Леоне. Отношения между двумя странами были установлены в 1961 году.

## История отношений
Отношения между странами были установлены в 1961 году.
Германия официально признала Сьерра-Леоне сразу после обретения ею независимости в 1961 году и открыла посольство во Фритауне. Германия высоко ценится не только представителями правительства, но и населением. Посольство Германии было закрыто с 1999 по 2003 год из-за гражданской войны, но с 2007 года у Германии снова был посол во Фритауне.
Германия внесла финансовый вклад в работу Специального суда по Сьерра-Леоне (СССЛ) и Комиссии по установлению истины и примирению (КИП) по урегулированию гражданской войны (1991–2002 гг.).
Для борьбы с эпидемией лихорадки Эбола (2014-2016 гг.) Германия оказала Сьерра-Леоне гуманитарную, медицинскую, материально-техническую и техническую поддержку.
В рамках сотрудничества в целях развития Германия поддерживает Сьерра-Леоне в таких областях, как трудоустройство молодежи, профессиональная подготовка и сельское хозяйство, укрепление сектора здравоохранения (включая профилактику ВИЧ/СПИДа) и поощрение прав женщин.
В рамках Службы гражданского мира Германия также поддерживает меры, предпринимаемые церковными и частными организациями, направленными на расширение участия и прав местных общин и поощрение религиозной терпимости.

## Торговля
В 2020 году Германия экспортировала в Сьерра-Леоне товаров на сумму 13,2 млн евро и импортировала товаров на сумму 24,4 млн евро, причем рутил (диоксид титана), добываемый открытым способом в Сьерра-Леоне, составлял более 80 процентов немецкого импорта из страны.

## Дипломатические миссии
- У Германии есть посольство в Фритауне, Сьерра-Леоне[2]
- У Сьерра-Леоне есть посольство в Берлине, Германия[3]